# Bistum Gulbarga
Das Bistum Gulbarga (lat.: Dioecesis Gulbargiensis) ist eine in Indien gelegene römisch-katholische Diözese mit Sitz in Gulbarga (Kalaburagi).

## Geschichte
Das Bistum Gulbarga wurde am 24. Juni 2005 durch Papst Benedikt XVI. mit der Apostolischen Konstitution Cum petitum esset aus Gebietsabtretungen des Erzbistums Hyderabad sowie der Bistümer Belgaum und Bellary errichtet. Es wurde dem Erzbistum Bangalore als Suffraganbistum unterstellt. Erster Bischof wurde Robert Michael Miranda.

## Territorium
Das Bistum Gulbarga umfasst die Distrikte Bidar, Vijayapura und Gulbarga (Kalaburagi) im Bundesstaat Karnataka.